# Chinchilla de Monte-Aragón
Chinchilla de Monte-Aragón är en kommun i Spanien.   Den ligger i provinsen Provincia de Albacete och regionen Kastilien-La Mancha, i den sydöstra delen av landet, 250 km sydost om huvudstaden Madrid. Antalet invånare är 4 116.